# Goce Sedłoski
Goce Sedłoski (ur. 10 kwietnia 1974 w Gołemo Końari) – macedoński piłkarz występujący na pozycji obrońcy.

## Kariera klubowa
Sedłoski zawodową karierę rozpoczynał w klubie Pobeda Prilep. W 1996 roku przeszedł do chorwackiego Hajduka Split. Od czasu debiutu był tam podstawowym graczem. Spędził tam półtora sezonu. W sumie rozegrał tam 43 spotkania i zdobył 2 bramki. W lutym 1998 roku podpisał kontrakt z angielskim Sheffield Wednesday. W Premier League zadebiutował 14 marca 1998 w przegranym 2:3 meczu z Boltonem Wanderers. W debiutanckim sezonie w lidze angielskiej zagrał cztery razy. W sezonie 1998/1999 w Sheffield grał do grudnia. Nie zanotował jednak nie jednego występu w lidze.
W grudniu 1998 powrócił do Chorwacji, gdzie został zawodnikiem Dinama Zagrzeb. W 1999 roku zdobył z klubem mistrzostwo Chorwacji. Rok później ponownie został mistrzem kraju. Przez pierwsze dwa sezony Sedłoski pełnił rolę rezerwowego w Dinamie. Jego podstawowym graczem stał się od sezonu 2000/2001. W tamtym sezonie wywalczył z klubem Puchar Chorwacji. W kolejnych latach zdobył z Dinamem mistrzostwo Chorwacji (2003), dwa Puchary Chorwacji (2002, 2004) oraz dwa Superpuchary Chorwacji (2002, 2003). W barwach Dinama rozegrał 126 ligowych spotkań i zdobył 22 bramki.
W 2004 roku odszedł do japońskiej Vegalty Sendai. Spędził tam jeden sezon, a potem powrócił do Dinama. Latem 2005 roku podpisał kontrakt z tureckim Diyarbakırsporem. W Süperlidze pierwszy występ zanotował 6 sierpnia 2005 w wygranym 1:0 pojedynku z Rizesporem. W Diyarbakırsporze Sedłoski grał przez rok. W tym czasie rozegrał tam 27 spotkań i strzelił 3 gole.
W 2006 roku przeszedł do austriackiego klubu SV Mattersburg. W Bundeslidze zadebiutował 19 lipca 2006 w wygranym 1:0 meczu z Rapidem Wiedeń. W 2011 roku zakończył karierę.

## Kariera reprezentacyjna
Sedłoski jest reprezentantem Macedonii. W drużynie narodowej zadebiutował w 1996 roku. Rozegrał w niej 100 spotkań i zdobył 8 bramek. Jest rekordzistą pod względem liczby występów w reprezentacji. Jest jedynym graczem macedońskim w klubie 100.